# Niklas Hartweg
Niklas Hartweg est un biathlète suisse, né le 1er mars 2000.

## Biographie
Niklas Hartweg est originaire de Wollerau et vit à Lenzerheide, où il s'entraîne principalement. Son père est cofondateur de Leonteq AG et est également l'investisseur principal et le président de Biathlon Arena Lenzerheide AG. Niklas Hartweg est né en Allemagne, son père étant allemand. Il possède les deux nationalités. À l'âge de cinq ans, sa famille a déménagé à Londres où, en raison du manque de neige, il a pratiqué la natation, le triathlon et le football. En 2008, Hartweg est revenu en Suisse. Outre le biathlon, Hartweg est actif dans le domaine de la musique, depuis 2019, il a déjà sorti plusieurs albums sous le nom d'artiste Nik Perry. En mars 2023, un documentaire de 45 minutes sur Niklas Hartweg a été diffusé sur la chaîne de télévision SRF. Son ami Timon Flükiger l'a accompagné pendant un an avec sa caméra et a enregistré le quotidien, les entraînements et les compétitions du Suisse en son et en images.
Lors de la Coupe du monde de biathlon 2022-2023, il signe deux podiums individuels en se classant deuxième de la première (individuel à Kontiolahti) et de la dernière course (mass-start à Holmenkollen). Il termine à la onzième place du classement général général et remporte le trophée du meilleur jeune de moins de 25 ans.
En juin 2024, il se blesse à l'épaule après une chute en VTT.
Avec Aita Gasparin, il  décroche la première victoire d'équipe dans l'histoire de la Suisse en s'imposant sur le relais mixte simple à Pokljuka à la fin de la saison 2024-2025.

## Palmarès

### Jeux olympiques
| Édition / Épreuve | Individuel | Sprint | Poursuite | Mass start | Relais | Relais mixte |
| ----------------- | ---------- | ------ | --------- | ---------- | ------ | ------------ |
| Pékin 2022        | 56e        | 37e    | 38e       | —          | 12e    | —            |

Légende :
- — : non disputée par Niklas Hartweg

### Championnats du monde
| Édition / Épreuve | Individuel | Sprint | Poursuite | Mass start | Relais | Relais mixte | Relais mixte simple |
| ----------------- | ---------- | ------ | --------- | ---------- | ------ | ------------ | ------------------- |
| Pokljuka 2021     | —          | 49e    | 47e       | —          | 11e    | —            | —                   |
| Oberhof 2023      | 6e         | 25e    | 17e       | —          | 6e     | 7e           | 12e                 |
| Nové Město 2024   | 11e        | 22e    | 22e       | —          | 14e    | 4e           | 5e                  |
| Lenzerheide 2025  | 5e         | 19e    | 18e       | 17e        | 7e     | 6e           | 4e                  |

Légende :
- — : non disputée par Niklas Hartweg

### Coupe du monde
- Meilleur classement général : 11e en 2023.
- 5 podiums :
  - 2 podiums individuels : 2 deuxièmes places.
  - 3 podiums en relais simple mixte : 1 victoire, 1 deuxième place et 1 troisième place.

 Dernière mise à jour le 16 mars 2025

#### Classements en Coupe du monde
| Saison    | Classement général final | Individuel | Sprint | Poursuite | Départ groupé |
| 2021-2022 | 74e                      | 30e        | nc     | nc        | 40e           |
| 2022-2023 | 11e                      | 6e         | 14e    | 11e       | 8e            |
| 2023-2024 | 32e                      | nc         | 24e    | 30e       | 32e           |
| 2024-2025 | 18e                      | 9e         | 18e    | 17e       | 23e           |

Légende :
- nc : non classé

### Championnats du monde jeunes et junior
| Épreuve / Édition               | Individuel | Sprint | Poursuite | Relais |
| 2017 (jeunes) Osrblie           | 23e        | 12e    | 16e       | 5e     |
| 2018 (jeunes) Otepää            | DNS        | 6e     | 13e       | —      |
| 2019 (jeunes + junior*) Osrblie | 1er        | 20e    | 6e        | 9e *   |
| 2020 (junior) Lenzerheide       | 15e        | 9e     | 7e        | 5e     |
| 2021 (junior) Obertilliach      | 16e        | 11e    | 4e        | 6e     |

Légende :
- DNS : Non partant
- — : non disputée par Niklas Hartweg

### Championnats d'Europe
- Médaille d'argent du relais simple mixte en 2023.